# Tenieta
Tenieta is een geslacht van vlinders van de familie dominomotten (Autostichidae), uit de onderfamilie Symmocinae.

## Soorten
- T. albidella (Rebel, 1901)
- T. evae Gozmany, 1967